# Leen Vente
Leendert Roelof Johan ("Leen") Vente (Rotterdam, 14 mei 1911 – aldaar, 9 november 1989) was een Nederlandse voetballer die als aanvaller speelde. Hij speelde voor Neptunus en Feijenoord.

## Loopbaan
Vente begon in de Rotterdamse voetbalbond bij Semper Melior en speelde daarna voor Pro Patria. Hij kwam bij SC Neptunus waar hij aanvankelijk ook aan atletiek deed. In 1936 kwam hij bij Feijenoord. Hij was een van de twaalf Feyenoordspelers die op 27 maart 1937 met een vriendschappelijke wedstrijd tegen het Belgische Beerschot het nieuwe stadion De Kuip inwijdden. Gadegeslagen door 37.825 toeschouwers werd het 5–2 voor Feyenoord in de stromende regen. Leen Vente scoorde als eerste een doelpunt in De Kuip. Vente speelde ook mee in de eerste interlandwedstrijd die in de Kuip werd gespeeld voor Nederland tegen België. Nederland won die wedstrijd met 1–0 door een doelpunt van Vente.
Vente speelde 82 competitiewedstrijden voor Feyenoord en maakte hierin 65 goals. Hij kwam 21 keer uit voor het Nederlands elftal. Hij maakte in deze 21 wedstrijden 19 goals voor Oranje. Begin 1941 keerde hij terug bij Neptunus waar hij tot eind jaren 40 speelde. In 1943 behaalde Vente zijn trainerslicentie.
Vente had driemaal een café 'Leen Vente'. Bij het bombardement op Rotterdam verloor hij zijn tweede zaak. Na de Tweede Wereldoorlog werd hij gedetineerd door de Politieke Opsporingsdienst op beschuldiging van ronselen vanuit zijn café maar werd al snel gerehabiliteerd. Vente bleek juist tewerkstellingen te hebben voorkomen. Hij begon als trainer in 1950 bij NOAD. Vervolgens trainde hij zowel EBOH als VOC. Bij Xerxes werd hij in 1957 al snel ontslagen. Daarna trainde hij onder meer Neptunus en SV Slikkerveer. Vente was in die periode tevens vertegenwoordiger.
Vente is de stiefvader van schrijver Rob Vente (1939 – 2020) en een oudoom van voetballer Dylan Vente.

## Erelijst
- Landskampioen
  - 1938, 1940
- Afdelingskampioen eerste klasse
  - 1937, 1938, 1940
- Zilveren Bal
  - 1937, 1939